# بالينت توروك
بالينت توروك من إنيينغ (بالمجرية: Enyingi Török Bálint)‏ (25 سبتمبر 1502م في سكتوار-24 فبراير 1550م في إسطنبول)، أرستقراطي مجري وقائد عسكري في مملكة المجر وكان آخر بان لناندورفيهيرڤار (أي حاكم بلغراد)، ومالك قلعة تشيسنيك بالمجر التي تقع اليوم كأطلال قرب قرية تشيسنيك (بالمجرية: Csesznek)‏ في مقاطعة فيسپريم (Veszprém)، ومالك سوق مدينة سوبوتيتسا. كان لقب نبالته "دي إينيينغ" (من إينيينغ). 
كان في التاسعة عشرة من عمره حين تم تعيينه باناً على ناندورفيهيرڤار (بلغراد الحالية)، كما حصل على لقب بارون عام 1507م، ثم لقب كونت في عام 1536م. هرب خلال حصار وفتح العثمانيين لناندورفيهيرڤار (فتح بلغراد 1521م)، ثم بعد سقوط القلعة اضطر للفرار إلى الأردل (ترانسيلفانيا) هرباً من غضب نواب البرلمان حيث التحق بخدمة ڤويڤود ترانسيلڤانيا (حاكمها) يوحنا زابولياي الذي صار ملكاً فيما بعد عندما نصبه السلطان سليمان القانوني عام 1529م وسلمه تاج المجر المقدس.
بعد فتح بودا 1541م، دعا السلطان سليمان القانوني الطفل يوحنا الثاني سيجيسموند ابن يانوش زابوليا مع النبلاء المجريين إلى خيمته، وسُمح لجميع النبلاء المجريون بالمغادرة باستثناء شخص واحد هو: بالينت توروك بان ناندروفهيرفار (حاكم بلغراد)، الذي كان قد قاد تمردا ضد الدولة العثمانية واعتبره السلطان سليمان خصماً محتملاً وقوياً. فتم القبض عليه ونُقل إلى قلعة "يدي كوله" (بالتركية: Yedikule) باسطنبول، حيث قضى ما تبقى من حياته في الأسر. أما البلاط الملكي والنبلاء وسكان بودا، فقد سُمح لهم بمغادرة المدينة مع ممتلكاتهم دون أن يتعرضوا للأذى.

## سيرته
بفضل الصعود الاجتماعي السريع واكتساب الثروة لعائلة توروك على مدى جيلين، أصبح بالينت توروك، على الرغم من صغر سنه، من بين أكثر ملاك الأراضي شهرة وتأثيراً في البلاد بحلول منتصف عشرينيات القرن السادس عشر.
في عام 1507م، حصل هو ووالده وشقيقه نيكولاس الثاني على لقب بارون من الملك ڤلاديسلاڤ الثاني ملك المجر وارتفع إلى صفوف النبلاء. بعد وفاة والده، ورث منصبه وأصبح حاكمًا لناندورفيهيرڤار (بلغراد الحالية) في سن التاسعة عشرة. ومع ذلك، عندما حاصر العثمانيون ناندورفيهرفار في عام 1521م وفتحوها (فتح بلغراد 1521م)، فرّ من القلعة التي تعتبر مفتاح المجر ولم يدافع عنها. وقد كان جنود القلعة بلا رواتب منذ سنوات، وأعرب أوصياء الشاب النبيل عن استيائهم من هذا الوضع في البرلمان، لكنهم لم يتلقوا أي دعم فعلي. ألقى البرلمان باللوم على بالينت توروك وحكم عليه بمصادرة ممتلكاته. لكن الشاب الأرستقراطي هرب ودخل في خدمة ڤويڤود ترانسيلڤانيا يوحنا زابولياي في الأردل (ترانسيلفانيا)، بعيدًا عن ممتلكاته.
وبعد عدة سنوات، حصل من جديد على العفو الملكي.
تزوج في عام 1523م، وأنجب لاحقاً ولدين: يوحنا توروك (بالمجرية: Török János)‏ في عام 1529 وفيرينك توروك (بالمجرية: Török Ferenc)‏ في أوائل ثلاثينيات القرن السادس عشر.
في عام 1524م، رهن بالينت توروك مدينة سوبوتيتسا وعدداً من الأملاك الأخرى لخاليه، إسطفان وبالاش شوليك، مقابل قرض قدره 5500 فورنت. في العام التالي، أعاد المال المقترض إليهما لكن بعملة جديدة كانت أقل قيمة من العملة السابقة، فرفض خالاه إعادة الأملاك إليه. على إثر ذلك، شن بالينت حملة عسكرية ضد سوبوتيتسا باستخدام قواته من الخدم والفلاحين، وكان عددهم بين 1425 و1430 رجلاً. بعد حصار دام ثلاثة أيام، سقطت المدينة تحت سيطرته، وأجبر خالَيْه على قبول المال المعروض. وفي عام 1525و، رُفعت دعوى قضائية ضد المشاركين في الهجوم، لكن الأحداث اللاحقة تعطلت بسبب قدوم الجيش العثماني لفتح البلاد.
شارك في معركة موهاكس عام 1526م، وبعد الهزيمة الكارثية للمجر أصبح رئيساً لإحدى المقاطعات. في عام 1527م، هُزم على يد إيمري تشيباك (بالمجرية: Czibak Imre)‏ أسقف ڤاراد (مدينة أوراديا، وتٌسمى أيضاً ڤاراد Várad)، واضطر لمغادرة الأردل (ترانسيلفانيا) وانضم إلى آل هابسبورغ. ثم في عام 1536م غيّر موقفه السياسي ودعم الأردل (ترانسيلفانيا) من جديد، وأصبح حينها أغنى ملاك الأراضي في مملكة المجر.

## في معركة موهاكس 1526م
شارك بالينت توروك في معركة موهاكس 1526م كقائد للحرس الشخصي للملك لويس الثاني، إلى جانب جاسبار راسكاي (Gáspár Ráskay) ويوحنا كالاي (János Kállay). ولم يتمكنوا من إنقاذ حياة الملك، ولذلك، كما في حالة حصار وفتح العثمانيين لبلغراد عام 1521م ، نشأ السؤال حول مسؤوليته الشخصية. ومع ذلك، وفقًا لتقرير الأسقف والمستشار الملكي أسطفان بروداريتش، مستشار الملك لويس الثاني ملك المجر عن معركة موهاكس، المؤرخ في عام 1527م، فإن وفاة لويس الثاني كانت بسبب خطأ تكتيكي ارتكبه القائد الأعلى، بال توموري عندما ظهرت قوة عثمانية بشكل غير متوقع، فأمر الحرس بالابتعاد عن الملك لكي يشتبك معهم.
بعد معركة موهاكس، انضم توروك إلى حزب الملك يوحنا زابولياي ، وكعضو في برلمان سيكشفهيرفار عام 1526م، شارك في انتخاب الملك. مثل غيره من أفراد الطبقة الأرستقراطية الشابة، حاول سزابولياي أن يجعل توروك، الذي كان أحد أتباع الحاكم المتوفى، تابعًا له، ولهذا السبب كافأه بمقاطعة تيميش (بالرومانية: Timiș)(بالتركية: Temeş)(بالمجرية: Temes) بمملكة المجر (وهي تقع حاليا في جنوب غرب رومانيا) والمنصب المرتبط بها وهو القائد العام للمجر السفلى (بالمجرية: alsó-magyarországi főkapitány)‏. وبما أن إقطاعيته لم تفِ بعدله، هاجم سوبوتيكا وطرد المتمرد الصربي "يوفان نيناد" (Jovan Nenad)، الخادم السابق للملك لويس الثاني، الذي احتل جزءًا من ممتلكاته.

## زوجته وأبناءه
وفي عام 1523م أو 1524م، تزوّج بالينت توروك من كاتالين بمفلينغر (Pemflinger Katalint) ابنة ماركوس بمفلينغر (Markus Pemflinger)، إحدى أقرب وصيفات الملكة ماريا، التي كانت تؤسس قاعدة جديدة من الحلفاء في البلاط.
وأنجب لاحقاً ولدين:
- يوحنا توروك (بالمجرية: Török János)‏ في عام 1529م.
- وفيرينك توروك (بالمجرية: Török Ferenc)‏ في أوائل ثلاثينيات القرن 16.

## وفاته
سُجن بالينت توروك في سجن يديكولي (قلعة الأبراج السبعة) باسطنبول، وهناك عدة روايات:
- في عام 1541م، حاصر العثمانيون مدينة بودا. وأثناء الدفاع، ذهب توروك إلى العثمانيين بصفته ضيفاً دبلوماسياً، لكنهم ألقوا القبض عليه، وفي النهاية توفي في سجن عثماني باسطنبول.

- قاد تمردا ضد الدولة العثمانية حتى قبض عليه العثمانيون ونقلوه إلى اسطنبول حيث أُعدم بتهمة التمرد ضد الدولة العثمانية،
- توفي بعد عشر سنوات سجيناً في إسطنبول.